# Siphonognathus tanyourus
Siphonognathus tanyourus är en fiskart som beskrevs av Martin F. Gomon och Paxton, 1986. Siphonognathus tanyourus ingår i släktet Siphonognathus och familjen Odacidae. IUCN kategoriserar arten globalt som otillräckligt studerad. Inga underarter finns listade i Catalogue of Life.